# 맬컴 엑스
맬컴 엑스(영어: Malcolm X, 1925년 5월 19일 ~ 1965년 2월 21일)는 미국의 흑인 인권 운동 활동가이자 이슬람 운동가다. 이슬람 개종 전 이름인 맬컴 리틀(Malcolm Little)이나 말년에 수니파로 귀의한 후 얻은 이름인 엘하지 말리크 엘샤바즈(아랍어: الحاجّ مالك الشباز, 영어: El-Hajj Malik El-Shabazz)로도 알려져 있다. 미국의 흑인 무슬림 지도자이자 흑인 이슬람 종교 단체인 네이션 오브 이슬람(Nation of Islam)의 대변인이었다.
흑백분리를 통해 미국의 인종문제를 해결하려고 시도했던 급진적인 흑인 해방운동가였다. 흑인이 스스로를 백인과 분리함으로써 인간다운 삶을 찾아야 한다고 주장하기도 했다. 이는 비폭력주의와 점진주의적인 방법을 외친 마틴 루터 킹 목사와는 반대되는 주장이기도 했다.
아버지 얼 리틀(Earl Little)은 백인 우월주의자에게 살해당하였고, 맬컴 삼촌 역시 린치를 당했다. 맬컴이 13세가 되던 해 어머니는 정신병원에 입원하였고, 맬컴은 위탁 가정을 전전했다. 부당한 흑인 대우와 의무 부과에 저항하여 병역을 거부하였고, 1946년에는 불법 침입과 기물 파손 혐의로 징역형을 받았다.
맬컴 엑스는 수감 생활을 하면서 네이션 오브 이슬람에 가입하였고, 1952년 가석방으로 출감한 이후에는 지도자가 되었다. 맬컴 엑스는 12년 동안 네이션 오브 이슬람의 대표적인 논객으로 활동하였지만, 1964년 3월 회장이었던 일라이저 무하마드와 불화를 겪고 탈퇴하였다. 네이션 오브 이슬람에서 탈퇴한 뒤 아프리카와 중동지역을 여행하고 돌아와 무슬림 모스크 인코퍼레이션(Muslim Mosque, Inc.)과 아프로 아메리칸 연대 기구(Organization of Afro-American Unity, OAAU)를 설립하였다. 맬컴 엑스가 네이션 오브 이슬람을 탈퇴하고 1년쯤 후인 1965년 2월 네이션 오브 이슬람 회원 세 명에게 암살당했다.
맬컴 엑스 사상은 시간이 지나면서 크게 바뀌었다. 네이션 오브 이슬람 대변인이었던 시절 엑스는 흑인 우월주의를 주장하였고, 미국 내에서 크게 일어났던 흑인 인권 운동이 인종 간 화합을 주장했던 것과 다르게 흑인만의 국가를 세우는 흑인 분리주의를 지지하였다. 그러나 네이션 오브 이슬람과 결별한 뒤에는 생각을 바꾸어 인종 차별 반대와 흑인의 시민권 신장을 위해 활동하였지만, 그는 여전히 흑인에게 민족 자결권과 자기 방어권이 있다고 주장하였다.
암살당하기 직전 저널리스트이자 사진 작가였던 고던 파크스와 인터뷰를 하면서 엑스는 지난 날 네이션 오브 이슬람 대변인으로서 자신이 했던 발언에 관해 "나는 그런 말을 했다는 걸 후회한다. 나는 좀비였고…… 그런 것들에 빠져들어 너무 많은 말을 했다"고 밝혔다.

## 생애

### 생애 초반

#### 출생과 가계

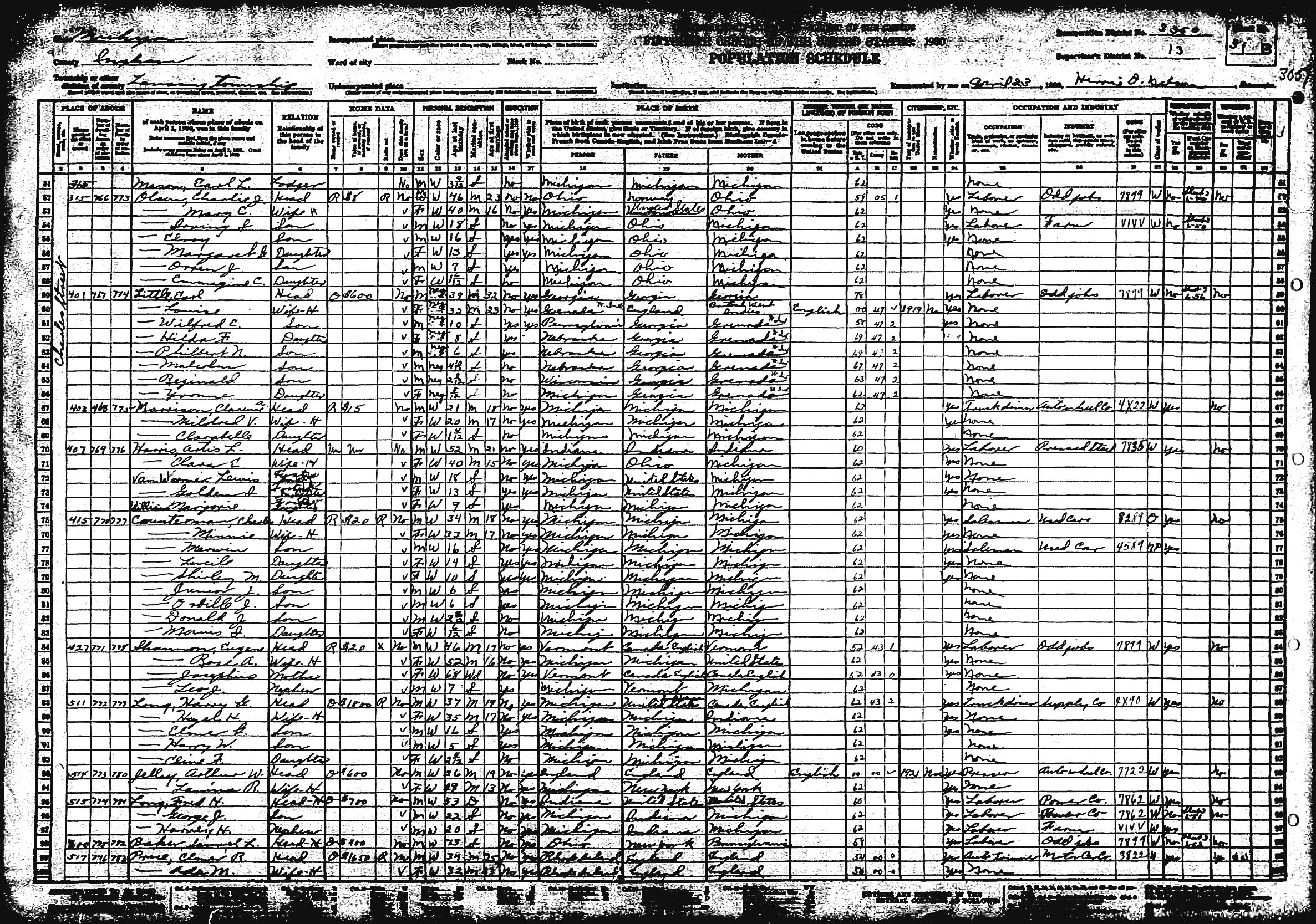
1930년 인구 조사표. 리틀 가족의 이름이 들어있다.

맬컴 엑스는 1925년 5월 19일 미국 네브래스카주 오마하에서 얼 리틀과 루이스 노턴의 아들로 태어났다. 출생 당시 이름은 맬컴 리틀(Malcolm Little)이었다. 그의 아버지 얼 리틀은 침례교를 믿는 평신도 설교자였고, 동시에 범아프리카주의자였던 마커스 가비를 지지하였다. 얼 리틀은 가비가 세운 만국 흑인 진보 연합(UNIA)에 가입하여 간부로 활동하였다. 맬컴 엑스는 평생동안 자신의 아버지와 만국 흑인 진보 연합이 설파한 흑인의 자존심과 자기 존중을 잊지 않았다. 엑스는 훗날 아버지의 형제 세 명 가운데 한 명이 백인들에게 린치를 당했고 그로 인해 죽었다고 말했다. 1926년 엑스의 가족들은 쿠 클럭스 클랜의 가혹 행위를 피해 위스콘신주의 밀워키로 이사하였고, 얼마 후 다시 미시간주의 랜싱으로 옮겼다.
엑스의 아버지 얼 리틀은 조지아주 레이놀드 출신이었다. 얼 리틀은 첫 번째 결혼에서 세 명의 자녀를 두었고, 루이스 노턴과 재혼하여 일곱 명의 자식을 두었다. 그레나다 출신이었던 루이스 노턴의 아버지는 스코틀랜드인이었기 때문에 백인으로 여겨질만큼 피부빛이 옅었다.
엑스 역시 어머니를 닮아 흑인치고는 피부색이 옅은 편에 속했다. 엑스는 훗날 “나에게 섞인 백인의 피 한 방울 한 방울을 모두 증오한다”고 말한 바 있다. 엑스는 자신의 자서전에서 아버지 얼 리틀은 자식들 가운데 가장 피부색이 옅은 맬컴을 좋아했고, 어머니 루이스는 똑같은 이유로 맬컴을 싫어했다고 썼다. 엑스의 어릴적 별명 가운데 하나는 "빨간 놈"이었는데, 머리카락 색 때문이었다. 엑스의 머리카락은 갓 태어났을 때 금발에 가까운 붉은 색이었다가 나이가 들면서 점점 검게 되었는데, 완전히 검게 된 후에도 여름철 한 낮 태양 아래에 서면 붉게 보였다고 한다. 엑스의 일생에서 피부와 머리카락의 색은 매우 중요한 요소가 되었다.

#### 성장과정
얼 리틀 일가는 인종차별 때문에 한 곳에 정착할 수 없었다. 루이스가 맬컴을 임신하고 있었던 1924년 12월 쿠 클럭스 클랜은 얼 리틀이 만국 흑인 진보 연합에서 활동하는 것을 이유로 떠나라고 협박하여 이사할 수 밖에 없었고, 랜싱에 살던 1929년에는 집이 불탔다. 1931년 9월 8일, 얼 리틀은 노면 전차에 치어 사망하였다. 경찰의 조사 기록에는 얼 리틀 스스로가 죽기 전에 길에서 미끄러져 전차에 치인 것으로 진술하였다고 되어있지만, 흑인 사회에서는 누군가가 고의적으로 얼 리틀을 죽게 하였다는 소문이 돌았다. 1929년 이후 얼 리틀은 지속적인 살해 위협에 시달렸기 때문이다.
얼 리틀은 두 개의 생명 보험에 들어있었지만, 생명보험사들은 자살 의혹이 있다는 이유로 보험금 지급을 거부하였다. 보험사가 지급하여야 할 금액은 1,000 달러(2010년 달러 가치로 환산하면 15,000 달러, 약 1천7백만 원)이었지만 유언 검인 법원은 매달 18 달러의 미망인 수당만을 인정하였다. 맬컴 엑스는 살기 위해 들짐승을 잡아 먹어야 했다.
1935년에서 1936년 사이 루이스 노턴은 아프리카계 미국인과 사랑하는 사이가 되었다. 그러나, 그 사람은 1937년 후반에 임신한 노턴을 두고 떠났다. 1938년 루이스 노턴은 신경 쇠약 증상을 보였고, 결국 법원은 노턴을 캘러머주에 있는 정신병원에 수용하도록 명령하였다.
맬컴 엑스는 중학교시절 뛰어난 학생이었다. 그러나, 8학년이 지날 때 담임 교사는 맬컴 엑스가 "그 어떤 현실적 목표도 갖고 있지 못한 깜둥이"라고 평했다. 맬컴은 훗날 이 일을 우스개로 말하였지만, 중학생이었던 당시에는 몹시 창피하게 여겼다. 맬컴은 이 일로 세상 어디에서도 흑인을 눈여겨 보는 곳은 없고, 흑인이 아무리 똑똑해도 소용없다는 것을 깨달았다고 말했다. 어머니가 정신병원에 수용된 후 위탁 가정을 전전하던 맬컴은 1941년 2월 이복 누이인 엘라 리틀 콜린스와 함께 살게 되었다.

### 청소년기

#### 청소년기
콜린스의 집은 보스턴의 흑인 중산층이 모여 사는 록스버리에 있었다. 맬컴은 콜린과 함께 살면서 많은 흑인들이 함께 모여사는 것을 처음 겪었고 이웃들의 삶과 문화에 매료되었다. 1943년부터 맬컴은 직업을 얻기 위해 이 도시 저 도시를 떠돌게 되었다. 보스턴을 떠난 맬컴은 핀트, 미시간, 뉴욕 등으로 옮겨 다니면서 여러 가지 임시직을 거쳤다. 1943년에서 1946년 사이에는 뉴욕 뉴 헤븐 하트포드 철도에서 근무하기도 하였다. 뉴욕의 할렘에 살게 되면서 맬컴은 마약 거래, 도박, 소란 행위, 강도, 매춘 알선 등의 범죄에 빠져들게 되었다. 이 시절 맬컴은 ‘미시간에서 온 머리카락이 붉은 녀석’이란 뜻에서 “디트로이트 레드”(Detroit Red)라고 불렸다. 매닝 매러블 등의 전기 작가들은 이 시기에 맬컴이 돈을 주고 남창과 성교를 하기도 하였다고 기록하고 있다.
1943년 미국 병무청은 맬컴에게 입영통지서를 발송하였다. 맬컴은 시간을 끌다가 출석한 신체검사장에서 징병을 피하기 위해 "총만 있다면야 당장 크래커 몇을 죽이겠죠"라고 시험관에게 말했다. 크래커는 남부 백인을 가리키는 은어이다. 이 말을 들은 시험관은 “정신 상태가 군복무에 부적합함”이라고 기록하였고, 맬컴은 보충역에 해당하는 4-F 등급을 받았다.
한편 흑인에 대한 부당한 대우와 의무만을 요구하는 것에 반발하여 이때부터 흑인 권리 운동에도 동참하기 시작하였다.

#### 투옥과 석방
1945년 후반에 맬컴 엑스는 동료 몇을 데리고 보스턴으로 돌아가 강도 행각을 시작하였다. 그들은 부유한 백인 여성이 사는 집을 주로 노렸다. 1946년 1월 12일 맬컴은 보석점에서 시계를 훔쳐 나오다가 검거되었고, 1월 16일 절도와 불법침입 및 기물 파손의 혐의로 기소되었다. 맬컴은 징역 8년을 선고받았다.
1946년 2월 27일 맬컴은 찰스타운 스테이트 교도소에 입소하였다. 얼마 지나지 않아 맬컴은 교도소 내에서 “사탄”이라 불리기 시작했는데, 종교에 대해 매우 적대적인 태도를 보였기 때문이다. 맬컴 엑스는 교도소에서 독학으로 공부하는 존 엘턴 벰브리를 만나 감화를 받았다. 맬컴은 벰브리를 “벰비”라고 불렀다. 벰브리는 교도소 안에서 누구에게나 존경받는 인물이었다. 맬컴은 자서전에 “나는 그 때까지 살면서 말 뜻그대로 존경받는 인물을 처음 보았다”고 당시의 일을 적었다. 맬컴과 벰브리는 친구가 되었고, 벰브리는 맬컴이 스스로 공부할 수 있도록 도왔다. 맬컴은 닥치는대로 책을 읽었다. 교도소의 전등이 꺼진 이후에도 계속 책을 읽은 적도 많았다.
1948년 맬컴의 형 필버트는 맬컴에게 네이션 오브 이슬람을 소개하는 편지를 썼다. 필버트는 네이션 오브 이슬람이 자신들의 아버지 얼 리틀이 활동하였던 만국 흑인 진보 연합과 같이 흑인들의 자기 신뢰 형성과 백인들의 아메리카와 유럽의 지배로부터 아프리카 이산민을 해방시키기 위해 활동하고 있다고 소개하였다. 맬컴은 형의 편지에도 네이션 오브 이슬람에 가입할 생각이 없었지만, 또 다른 형인 레지날드가 “돼지고기를 먹지 말고 담배를 피우지 마라. 그게 널 감옥으로 보냈어.”라고 편지를 보내자, 담배를 끊고 돼지고기가 든 음식을 먹지 않기 시작하였다.

### 이슬람 귀의

네이션 오브 이슬람의 기

레지날드는 맬컴을 면회하는 자리에서 네이션 오브 이슬람이 진행하는 교육 모임에 대해 소개하였다. 네이션 오브 이슬람은 백인은 악마라고 주장하고 있었다. 맬컴은 살아오면서 만난 백인들이 모두 정직하지도 않고, 정의롭지도 않으며, 탐욕과 증오만을 보였다는 것을 떠올렸다. 맬컴은 종교에 대한 자신의 생각을 다시 고심한 끝에 네이션 오브 이슬람을 받아들이기로 결정하였다. 얼마 후 맬컴의 다른 형제들도 네이션 오브 이슬람의 일원이 되었다.
1948년 2월 맬컴은 누이의 청원덕분에 실험적으로 운용되던 매사추세츠주의 노포크 교도소로 이감되었다. 노포크 교도소에는 많은 책을 구비한 도서관이 있었다. 1948년 하반기에 맬컴은 네이션 오브 이슬람의 수장이었던 일라이저 무하마드에게 새로운 사람이 될 방법을 묻는 편지를 썼다. 무하마드는 과거의 잘못을 되풀이하지 않게 해달라고 알라에게 간절히 기도하라는 답장을 보냈다. 맬컴은 이 답장을 매우 진지하게 받아들였고, 일주일동안 알라에게 쉬지 않고 기도하여 무릎이 상할 정도였다. 이렇게 과거와 단절한 맬컴은 네이션 오브 이슬람의 일원이 되었다. 맬컴은 수감 생활 동안 종종 일라이저 무하마드와 편지를 교환하였다.
1952년 8월 7일 맬컴은 가석방으로 출옥하였다. 맬컴은 이슬람에 귀의한 이후 감옥 생활에 대해 "책을 읽고, 엘라나 레지날드와 같은 가족의 면회를 받거나 무하마드와 편지를 주고 받으면서 나는 내가 수감되어 있다는 것을 생각하지 않을 만큼 진정 자유로운 삶을 살았다."라고 회고하였다.

### 백인 우월주의에 저항

#### 맬컴 X로 개명
교도소에서 출소한 이후 맬컴은 '리틀'이라는 성을 버리고, 알 수 없다는 뜻의 엑스(X)를 자신의 성으로 사용하였다. 1950년 12월 자신의 형 필버트에게 보낸 편지에서 맬컴은 맬컴 엑스라고 서명하였다. 맬컴은 자서전에서 “내 진짜 선조인 아프리카 조상의 성을 알 수 없기에 미지를 뜻하는 엑스를 내 성으로 삼는다. 선조를 노예로 부리던 백인 주인의 성일 뿐인 리틀을 내 성으로 결코 사용하지 않겠다.”고 썼다. 멜컴 엑스는 출소한 지 얼마 지나지 않아 일라이저 무하마드를 방문하였다.
1953년 6월 맬컴 엑스는 디트로이트에 있던 네이션 오브 이슬람의 제1 사원에 성직자로 등록하였고, 얼마 지나지 않아 전업 성직자로서 활동하기 시작하였다. 1953년 후반에 맬컴 엑스는 보스턴 제11 사원을 열었고, 1954년 3월에는 필라델피아에 제12 사원을 열었다. 두 달 후 맬컴 엑스는 뉴욕 할렘에 있는 제7 사원의 지도자로 임명되었다. 맬컴 엑스의 활동으로 제7 사원의 신도는 급속히 증가하였다.
1950년 맬컴 엑스는 해리 트루먼 대통령에게 자신이 공산주의자이며 한국 전쟁에 반대한다는 편지를 보냈다. 이 편지 이후 미국 연방 수사국은 맬컴 엑스에 대한 조사를 시작하였다. 미국 연방 수사국은 맬컴 엑스가 속해있는 네이션 오브 이슬람을 과격 단체로 보면서 공산당과의 관련 여부를 의심하였고, 1953년까지 조사를 진행하였다.
1955년까지 맬컴 엑스는 지속적으로 네이션 오브 이슬람을 확대시켰다. 매사추세츠 스프링필드에 제13 사원이 세워졌고, 하트포드에 제14 사원이, 조지아 주의 애틀란타에는 제15 사원이 세워졌다. 네이션 오브 이슬람에는 달마다 수백명의 흑인들이 새로 가입하였다. 191 cm의 키에 몸무게는 81 kg으로 풍채가 좋았던 맬컴 엑스는 매우 인상적인 설교자였다. 사람들은 맬컴 엑스에 대해 “활력있는 몸매”를 가진 “매료될 수 밖에 없는 미남” 이라고 평했다.

#### 존슨 힌튼 사건
1957년 존슨 힌튼 사건이 일어나면서 맬컴 엑스는 대중적으로 알려지게 되었다. 4월 26일 뉴욕에서 네이션 오브 이슬람 회원 셋이 길을 지나다, 경찰 두명이 흑인 한 명을 야경봉으로 구타하는 것을 보았다. 네이션 오브 이슬람 회원들은 “여기가 앨리바마나 조지아인줄 알아? 여긴 뉴욕이라고!”하고 외쳤다. 그러자 경찰 한 명이 회원 가운데 하나였던 존슨 힌튼을 구타하였다. 폭행이 계속되었지만 같이 있던 다른 경관은 말리지 않았다. 존슨 힌튼은 경찰의 폭행으로 두부 열상, 경막하출혈, 뇌진탕 등의 피해를 입었다. 경찰은 흑인 네 명을 모두 경찰서로 끌고갔다.
이 사건을 목격한 한 여성이 네이션 오브 이슬람이 운영하는 식당으로 달려가 소식을 전했고, 4시간이 지나 맬컴 엑스와 몇 명의 회원들이 경찰서로 찾아가 힌튼의 면회를 요청하였다. 경찰서장은 무슬림은 이곳에 올 수 없다며 거절했지만, 경찰서가 5백명이 넘는 군중으로 둘러쌓이자 맬컴의 면회를 허락하였다. 맬컴은 힐튼과 짧게 대화한 후 구급차를 불러 힐튼을 할렘 병원으로 옮겼다.
힐튼은 경찰이 지켜보는 앞에서 치료를 받은 후 다시 경찰서에 구금되었다. 맬컴은 두어명의 네이션 오브 이슬람 회원과 함께 보석 보증인을 자청하고 석방을 요구하였지만, 경찰서는 체포 당일에는 보석을 허가할 수 없다는 이유로 거절하였다. 이 때 경찰서 주변엔 4천여명의 사람들이 모여있었다. 맬컴은 더 이상 선택의 여지가 없다고 보고 경찰서 밖으로 나와 사람들에게 그만 떠나라고 손짓을 하였다. 맬컴이 손짓을 한 뒤 수 분 안에 모였던 모든 사람들이 조용히 자리를 떠났다. 네이션 오브 이슬람 회원들이 떠난 뒤 경찰관 한 명은 《뉴욕 암스테르담 뉴스》와의 인터뷰에서 “그처럼 영향력을 갖는 사람은 또 없을 것”이라고 말했다.
사건이 있은 다음 달부터 뉴욕 경찰국의 특별수사국은 맬컴 엑스를 사찰하기 시작하였다. 뉴욕 경찰국장은 각 경찰서에 맬컴 엑스가 출소후 그때까지 살았던 일거수 일투족을 모두 조사하여 보고하라고 지시하였다. 10월 대배심은 힐튼을 폭행한 경찰에 대한 기소를 기각하였고, 맬컴 엑스는 경찰위원회에 이 결정을 비난하는 편지를 보냈다. 한편, 뉴욕 경찰국은 네이션 오브 이슬람에 위장 잠복 요원을 투입하였다.

#### 결혼
1955년 베티 센더스는 맬컴 엑스의 강연을 듣고 매우 감동하였고, 강연이 끝난 뒤 저녁식사를 함께 하였다. 이후 1956년 내내 베티 센더즈는 뉴욕 제7 사원에서 맬컴 엑스의 모든 강연에 참석하였다. 베티는 네이션 오브 이슬람에 가입하면서 자신의 성도 엑스로 바꾸었다.
맬컴 엑스와 베티 엑스는 별도의 사적인 만남을 갖지는 않았지만, 그들 나름의 방식의 “데이트”를 가졌다. 맬컴은 네이션 오브 이슬람의 회원들과 박물관이나 도서관에 갈때면 베티를 꼭 초대하여 함께하였다. 1958년 1월 12일 맬컴 엑스는 베티 엑스에게 청혼하였고, 이틀 뒤인 14일 미시간주 랜싱에서 결혼하였다. 둘 사이에는 여섯 명의 딸이 있다.

#### 사회활동과 텔레비전 출연
1959년 뉴욕 텔레비전 방송은 네이션 오브 이슬람에 대한 다큐멘터리 《더 헤이트 댓 헤이트 프로듀스트》(영어: The Hate That Hate Produced, 증오가 만든 증오)를 방영하였다. 맬컴 엑스 역시 이 프로그램에 출연하였고 자신이 “화이트 아메리카”라 부른 백인 사회에 알려지게 되었다. 이후, 방송과 언론은 사건이 있을 때마다 맬컴의 의견을 요청해왔다.
1960년 11월 피델 카스트로가 국제 연합 총회에 참석하기 위해 뉴욕에 왔다. 카스트로는 뉴욕 채류 기간 동안 할렘에 있는 테레사 호텔에 머물렀고, 맬컴은 할렘 흑인들을 모아 환영위원회를 구성하고 카스트로를 만났다. 맬컴 엑스는 카스트로에게 감명을 받아 개인적인 만남을 요청하였다. 카스트로와 맬컴은 두어 시간의 대화를 나눴는데, 대화가 끝난 후 카스트로는 맬컴을 쿠바로 초청하였다. 국제 연합 총회가 열리는 동안 이집트의 가말 압델 나세르, 기니의 아메드 세쿠 투레, 잠비아의 케네스 카운다와 같은 아프리카 지역 여러 나라의 국가 원수들 역시 맬컴 엑스를 자국으로 초청하였다.
맬컴 엑스는 네이션 오브 이슬람에 들어간 1952년부터 탈퇴한 1964년까지 변함없이 네이션 오브 이슬람의 믿음을 설파하였다. 그는 흑인이야말로 최초의 인류를 계승한 적자라고 주장하였고, 백인은 "악마"라고 비난하였으며, 백인 우월주의에 맞서 흑인 우월주의를 주장하였다. 미국의 흑인 인권 운동이 인종주의 자체를 부정하였던 것에 비해, 맬컴 엑스는 흑인 분리주의를 지지하였다. 맬컴 엑스는 미국에 흑인 만이 사는 나라를 세우자고 하였다. 맬컴 엑스는 만약 미국에 흑인의 나라를 세울 수 없다면 아프리카로 돌아가자고 주장하였다. 또한, 마틴 루터 킹 주니어 등이 주도하던 흑인 인권 운동이 권리 획득을 위한 활동에서 비폭력을 강조한 반면, 맬컴 엑스는 흑인들이 스스로를 방어하기 위해서 폭력을 행사하는 것은 정당한 것이라고 주장하였다. 미국의 북부와 서부에 살던 흑인들 다수는 맬컴 엑스의 이러한 주장을 지지하였다. 그들은 자유와 평등, 정의, 그리고 흑인에 대한 존중이 실현되는 것을 마냥 기다릴 수만은 없다고 생각하였다. 많은 흑인들은 흑인 인권 운동의 활동가들보다 맬컴 엑스가 자신들의 불만을 정확히 대변하고 있다고 느꼈다.

#### 네이션 오브 이슬람의 지도자
맬컴 엑스는 네이션 오브 이슬람의 이인자로 불렸다. 맬컴 엑스는 네이션 오브 이슬람을 500여명의 소집단에서 2만 5천명의 회원이 가입한 대중 단체로 만드는데 혁혁한 공을 세웠다. 네이션 오브 이슬람의 회원 수는 출처에 따라 적게는 15,000명에서 많게는 75,000명으로 기록되어 있다. 맬컴 엑스의 권유로 네이션 오브 이슬람에 가입한 회원 가운데는 훗날 무하마드 알리로 이름을 바꾼 권투선수 캐시어스 클레이도 있었다. 무하마드 알리는 맬컴 엑스가 네이션 오브 이슬람을 탈퇴하고 수니파 이슬람에 귀의하자 맬컴 엑스를 따라 수니파가 되었다.
맬컴 엑스의 주장에 대해서는 거의 대부분의 백인들뿐만 아니라 절대다수의 흑인 역시 반대하였다. 그들은 맬컴 엑스가 흑인 우월주의를 내세워 인종 차별을 정당화하고, 자기 방어권을 앞세워 폭력을 인정한다고 비판하였다. 한편, 맬컴 엑스 역시 마틴 루터 킹 주니어 등이 이끄는 흑인 민권 운동에 대해 "얼간이들"이라는 비판을 서슴지 않았다. 1963년 8월 28일 워싱턴 D.C.에서 있었던 직업과 자유를 위한 워싱턴 행진에 대해, 맬컴 엑스는 "워싱턴 광대짓"이라고 비난하였고, "살아 있던 동안 한 번도 우리 같은 흑인을 좋아해 본 적도 없는 죽은 지 백년도 더 지난 대통령의 동상 앞에서 백인들에게 쫓겨다니는 짓"이라고 평가하였다.

#### 네이션 오브 이슬람 탈퇴

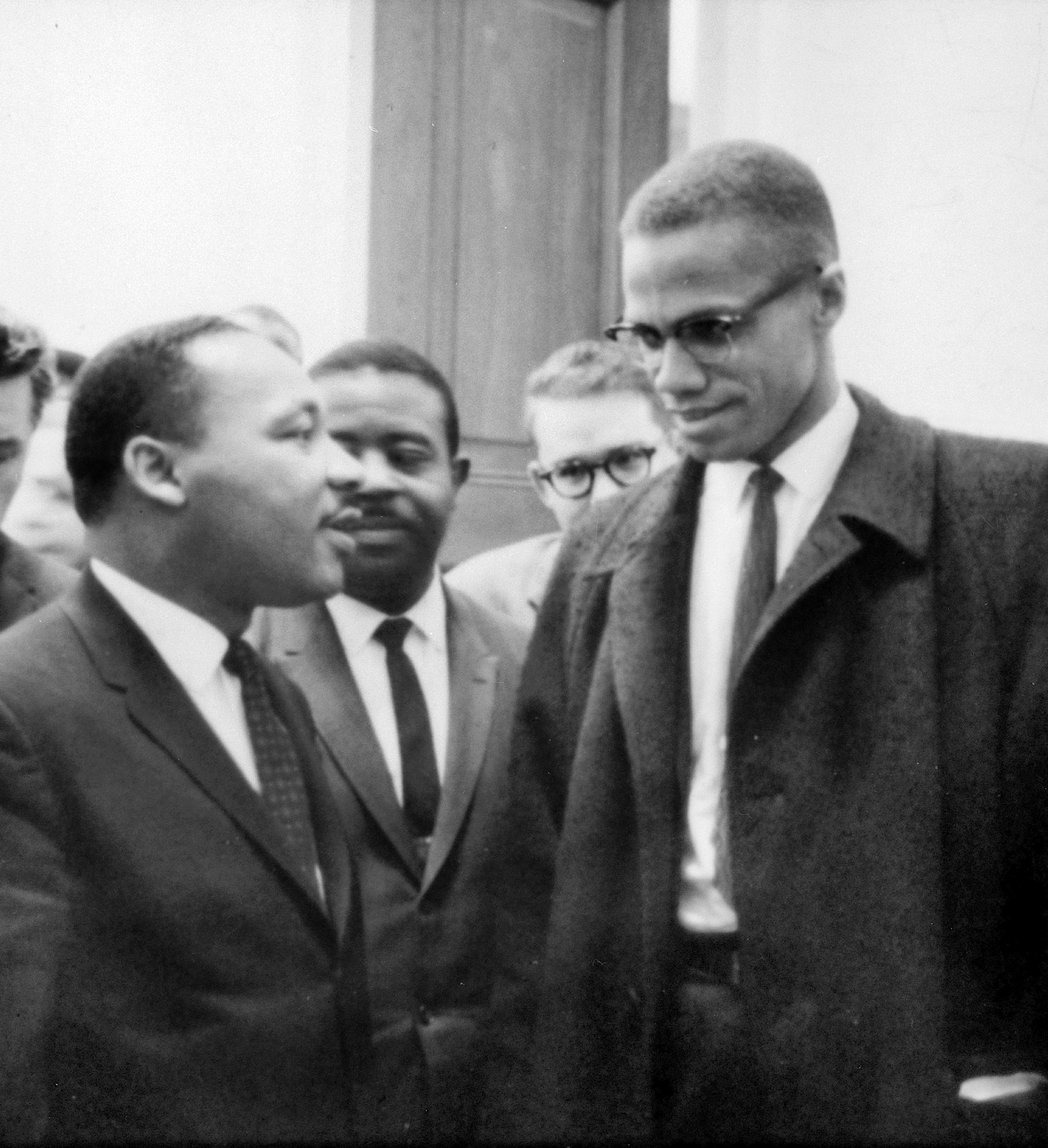
마틴 루터 킹 주니어와 만나는 맬컴 엑스.
1964년 3월 26일

1963년 12월 1일 맬컴 엑스는 존 F. 케네디의 암살과 관련한 논평을 부탁받은 자리에서 "닭이 자신의 횃대에 돌아온 것과 같은 일"(영어: chickens coming home to roost), 즉 사필귀정이라고 답했다. 맬컴은 덧붙여 "닭이 횃대에 돌아온 일로 슬퍼할 수는 없지 않나. 이런 일은 언제나 즐겁다"고 말했다. 맬컴의 이런 반응으로 네이션 오브 이슬람 전체가 비난을 받는 지경에 이르자, 네이션 오브 이슬람은 공식적으로 케네디 일가에 조의를 표하면서 맬컴의 발언이 자신들의 공식입장과 무관하다고 하였다. 맬컴에 대한 비난이 커지자 맬컴은 케네디에 대한 발언을 한 지 90일 만에 네이션 오브 이슬람의 대변인직을 그만두게 되었다.
1964년 3월 8일 맬컴 엑스는 네이션 오브 이슬람을 탈퇴한다고 공표하였다. 맬컴 엑스는 네이션 오브 이슬람이 교조주의에 빠져 더 이상 어쩔 수 없는 지경에 이르렀다고 탈퇴 이유를 밝혔고, 맬컴 자신은 자신이 출발한 지점인 흑인 민족주의 활동가로 돌아간다고 선언하였다. 또한, 맬컴 엑스는 자신이 예전부터 다른 흑인 인권 운동가들과 함께 활동하고 싶었지만 일라이저 무하마드가 그것을 막았다고 말했다.
맬컴 엑스가 네이션 오브 이슬람을 탈퇴한 원인 가운데 하나는 일라이저 무하마드가 네이션 오브 이슬람의 교리를 어기고 젊은 비서와 혼외 관계를 가졌다는 소문이었다. 맬컴은 처음엔 그런 소문을 무시했지만 일라이저 무하마드의 아들인 와리스 딘 모하메드가 해당 여성을 고소하자 실제 그런 일이 있었다고 믿게 되었다. 1963년 일라이저 무하마드는 비서와의 관계를 시인했지만, 경전의 내용을 들어 자신의 행동을 정당화하였다. 맬컴 엑스가 네이션 오브 이슬람을 떠나게 된 다른 요인은 네이션 오브 이슬람 내에 맬컴 엑스를 반대하는 세력이 많아졌다는 것이다. 시카고를 중심으로한 맬컴 반대 세력은 맬컴이 수장인 일라이저 무하마드를 재치고 네이션 오브 이슬람에 과도한 영향력을 행사하고 있으며, 대중 매체 역시 맬컴의 발언에만 관심을 갖는다는 불만을 갖고 있었다. 실제, 미국 내에서 흑인 최초로 텔레비전 프로그램 진행자가 되었던 루이스 로맥스는 1963년 네이션 오브 이슬람에 대한 책을 내면서 맬컴 엑스에 대해서는 다섯 장에 걸쳐 그의 발언을 소개하면서도 일라이저 무하마드는 한 번 언급하는데 그쳤다.
네이션 오브 이슬람과 결별한 맬컴 엑스는 새로운 이슬람 종교단체인 무슬림 모스크 인코퍼레이션과 범아프리카주의 운동 단체인 아프로 아메리칸 연대 기구를 창립하였다. 1964년 3월 26일 마틴 루터 킹 주니어와 맬컴 엑스는 워싱턴 D.C.에서 열린 미국 상원에 시민권리법의 제정을 촉구하기 위한 행사에서 만났다. 이 둘은 이 때 딱 한 번 만났을 뿐이었고, 그 뒤로도 만난 적이 없지만, 많은 사진 기자들이 둘의 만남을 촬영하여 보도하였다.
네이션 오브 이슬람과 결별한 맬컴 엑스는 수니파 이슬람에 귀의하고, 무슬림의 의무 가운데 하나인 메카 순례를 결심하였다.

### 생애 후반

#### 이슬람 성지 여행
맬컴 엑스는 1964년 4월 13일 존 F. 케네디 국제공항에서 비행기를 타고 사우디아라비아의 지다로 향했다. 맬컴 엑스는 4월 19일까지 메카의 카바 성소를 순례하는 하즈를 마쳤다. 맬컴 엑스는 후일 자서전에서 메카에 모인 수 많은 사람들이 인종을 가리지 않고 평등하게 무슬림으로서 순례하는 것을 보고 크나큰 감명을 받았다고 기록하였다.
이후 그는 인종 차별주의에 반대하였다. 그러나 오히려 그의 영향으로 흑인 우월주의자가 된 젊은이들은 그가 백인 우월주의에 굴복했다며 비판을 가하였다. 맬컴 엑스는 메카 순례를 마치고 1964년 대부분의 기간 동안 아프리카와 아라비아, 영국, 프랑스 등지를 비행기와 배편으로 여행하였다.

#### 미국에 돌아와서

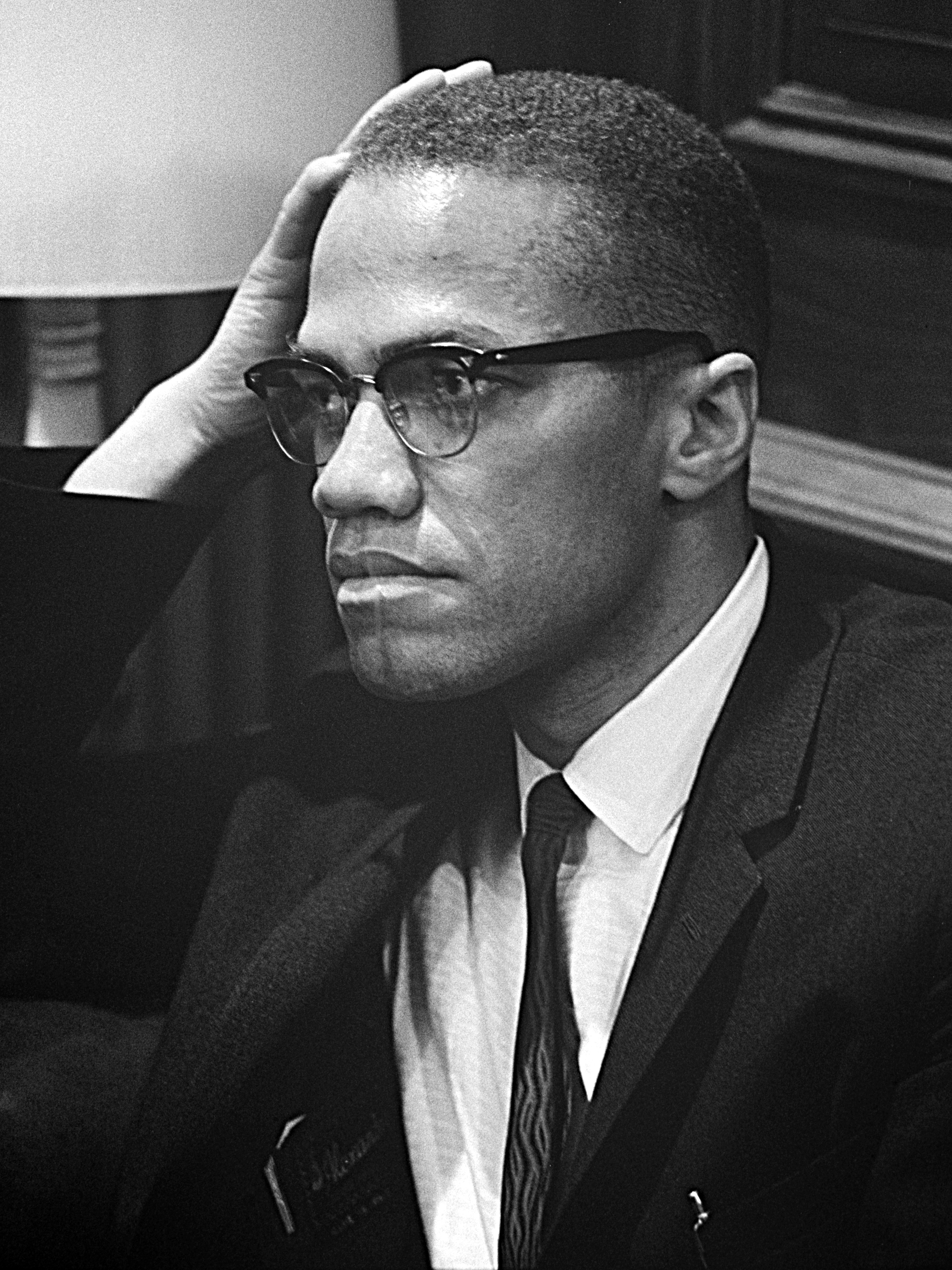
맬컴 엑스. 1964년

여행에서 돌아온 맬컴 엑스는 자신이 세운 무슬림 모스크 인코퍼레이션과 아프로 아메리칸 연대 회의를 통해서 자신의 주장을 계속해 나갔다. 맬컴 엑스는 여러 대학에서 강의 요청이 쏟아지는 유명인사였으며, 미국 사회노동당에서 연설을 하기도 하였다.
맬컴 엑스와 네이션 오브 이슬람 사이에 긴장이 고조되기 시작하였다. 1964년 2월, 한 때 맬컴 엑스가 지도하였던 네이션 오브 이슬람 제7 사원의 준군사조직 프루이트 오브 이슬람(영어: Fruit of Islam, 이슬람의 열매)는 맬컴 엑스의 차량를 폭파시키기도 하였다. 주로 흑인 사회를 다루는 시카고의 월간 잡지 에버니(영어: Ebony, 흑단나무)는 1964년 9월호에 맬컴 엑스가 자신의 가족들을 보호하기 위해 M1 카빈을 들고 창문에 기댄 모습이 담긴 사진을 개재하였다.
네이션 오브 이슬람은 공공연히 맬컴 엑스를 "위선자"라 비판하였으며, 사적인 보복을 가하고자 하였다.

#### 죽음

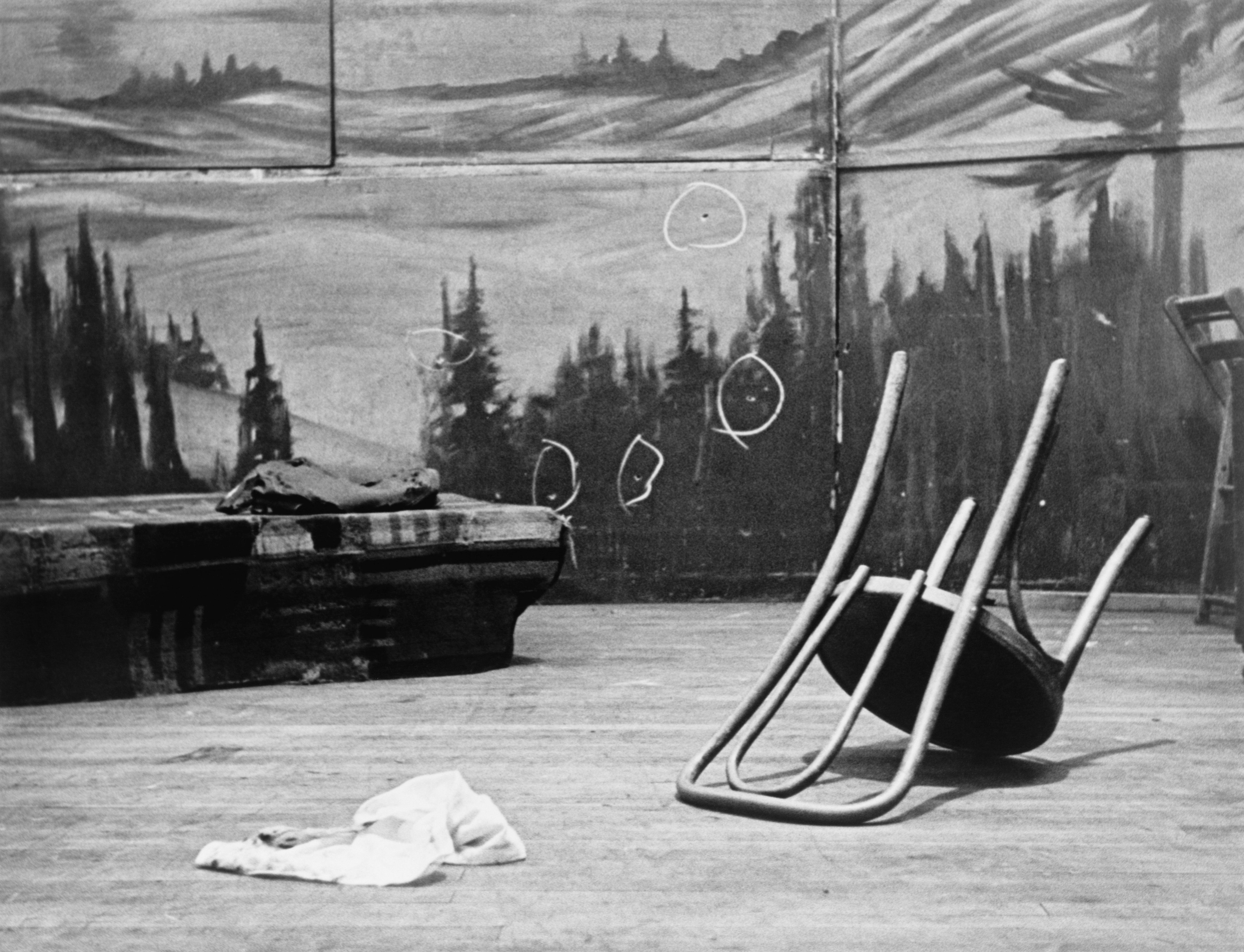
맬컴 엑스의 피격 장소. 벽에 총탄 자국이 있다.

1965년 2월 21일 맬컴 엑스는 뉴욕 맨해튼의 오더번 볼룸에서 아프로 아메리칸 연대 기구와 관련한 연설을 준비하고 있었다. 오더번 볼룸에는 400여 명의 청중이 있었다. 이 때, 한 쪽에서 "검둥이! 내 주머니에서 손 빼!"( "Nigger! Get your hand outta my pocket!")하는 고함 소리가 들렸다. 맬컴 엑스와 그를 보호하고 있던 경호원들은 재빨리 몸을 피했으나, 맬컴 앞에 나타난 암살자는 단신 산탄총으로 맬컴의 가슴을 쏘았다. 맬컴이 쓰러지자 두 명의 암살자가 더 나타나 반자동 권총으로 맬컴에게 16 발을 쏘았다. 맬컴 엑스는 컬럼비아 장로교 병원(현 컬럼비아 대학교 의료 센터)으로 옮겨졌으나 오후 3시 30분 사망하였다. 이때 맬컴 엑스는 겨우 40살이었다. 검시 보고서에는 맬컴 엑스가 가슴, 왼쪽 어깨, 양 팔과 양 다리에 21발의 총상을 입었으며, 이 가운데 가슴을 관통한 열 발의 총상이 치명상이었다고 기록되어 있다.
총을 쏜 사람들 가운데 토머스 헤이건은 그 자리에서 군중들에게 잡혔고, 나머지 두 사람, 노먼 3X 버틀러와 토머스 15X 존슨, 역시 목격자의 증언을 토대로 체포되었다. 이들은 모두 네이션 오브 이슬람 소속이었다. 나중에 잡힌 두 사람은 자신들이 쏜 것이 아니라고 주장하였다. 토머스 헤이건은 나중에 잡힌 두 사람이 총을 쏜 것이 아니지만, 다른 암살자들에 대해 아는 바가 없다고 증언하였다. 세 사람 모두 유죄 판결을 받았다.
노먼 3X 버틀러는 범행을 부인하다가 재판 진행 중 범행을 인정했다. 나중에 무하마드 아부둘 아지즈로 이름을 바꾼 그는 1985년 가석방되어 1998년 제7사원의 수장이 되었다. 가석방 이후 무자히 할림은 자신이 맬컴 엑스를 쏘지 않았다고 주장하고 있다. 한편 칼릴 이슬람으로 이름을 바꾼 존슨은 1987년에 석방됐다. 카릴은 수감 중에 네이션 오브 이슬람을 탈퇴하고 수니파 무슬림이 되었는데, 그 역시 2009년 사망할 때까지 자신의 무죄를 주장해왔다. 무자히 할림으로 이름을 바꾼 토머스 헤이건은 2010년에 가석방되었다.

### 사후
1965년 2월 23일부터 2월 26일까지 조문객들의 방문을 받았다. 이 때 방문한 조문객 수는 대략 1만 4천명에서 3만명 사이로 기록되어 있다. 2월 27일 할렘의 흑인 기독교 교회에서 장례식이 치러졌다. 장례식에는 존 루이스, 바이어드 러스틴과 같은 흑인 인권 운동 활동가들이 참석하였다.
맬컴 엑스는 하츠데일의 페른클리프 공동묘지에 묻혔다.

## 사상과 신념

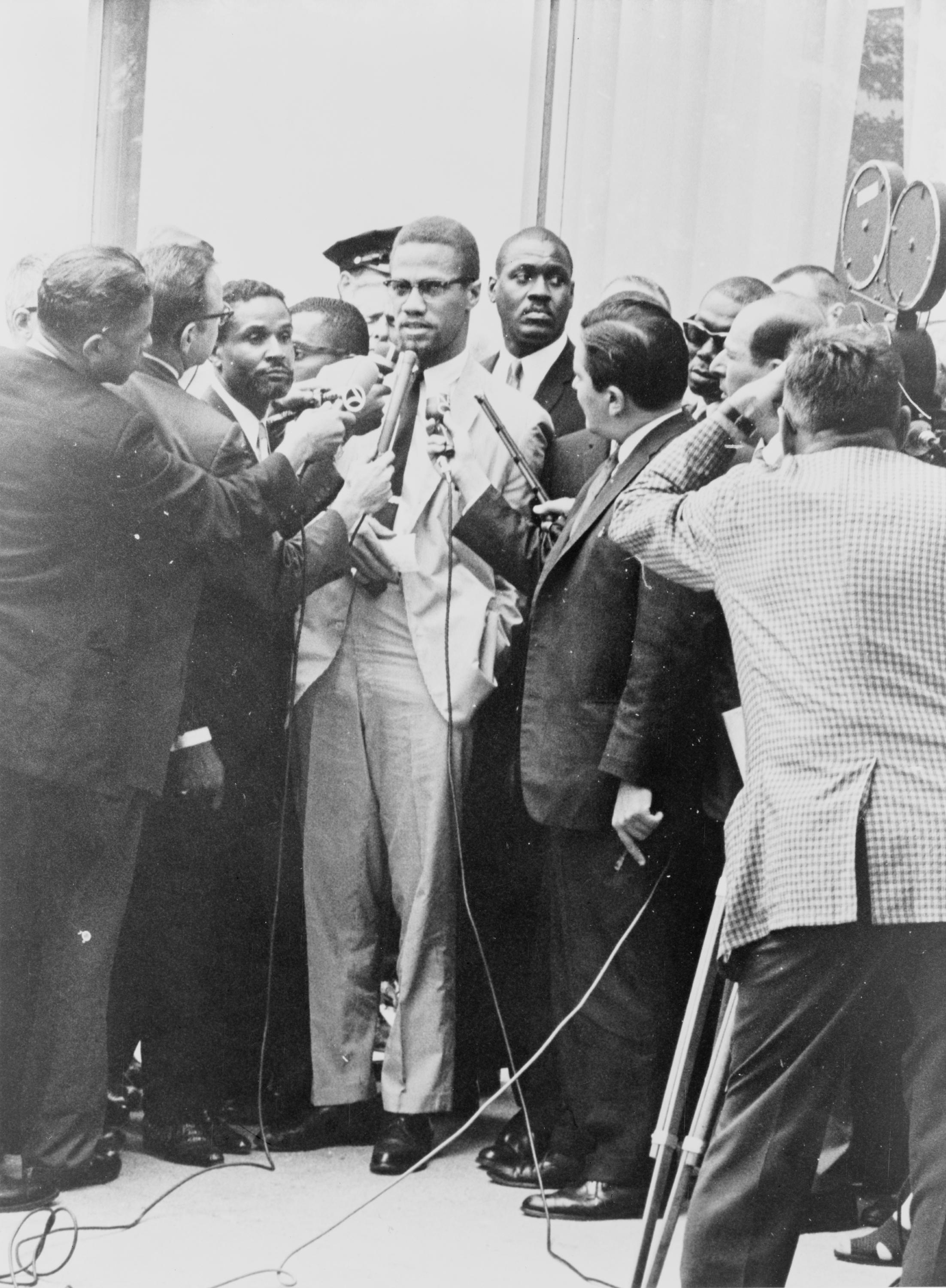
1964년 맬컴 엑스의 기자회견

맬컴 엑스는 자서전 이외에는 아무런 책도 출판하지 않았기 때문에, 그의 철학은 1952년부터 1965년 사이에 그가 했던 수많은 인터뷰와 연설을 통해 살펴볼 수 밖에 없다. 특히 맬컴 엑스가 말년에 한 연설은 대부분 녹음되어 있고, 사후에 출판되었다.

### 네이션 오브 이슬람 시기
네이션 오브 이슬람에서 활동하던 시기 맬컴 엑스는 그 곳의 대변인이었다. 그는 대개 “영예로운 일라이저 무하마드는 우리에게 이렇게 가르치십니다.”로 연설을 시작하곤 하였다. 사실, 이 당시 맬컴 엑스의 연설은 어디까지가 자신의 견해이고, 어느 것이 네이션 오브 이슬람의 교리인지 구분할 수 없을 정도였는데, 맬컴 엑스는 스스로를 일라이저 무하마드가 복화술로 조종하는 인형이라고 비유하기도 하였다.
이 시기 맬컴 엑스는 흑인이야 말로 인류의 기원이고 백인은 네이션 오브 이슬람이 “야곱”이라고 부른 6천 6백년전에 살았던 사악한 과학자가 만들어낸 사악한 인종일 뿐이라고 주장하였다. 네이션 오브 이슬람은 흑인이야말로 우월한 인종이고 백인의 멸종은 시간문제일 뿐이라고도 주장하였다. 미국의 인권 운동이 인종 차별 철폐를 위해 싸우는 동안, 맬컴 엑스는 오히려 인종의 분리와 흑인만으로 구성된 국가의 건설을 주장하였다. 맬컴 엑스가 보기에는 미국이 흑인만의 국가를 거부하는 이유는 흑인이 없으면 값싼 노동력이 사라지기 때문일 뿐이었다. 맬컴 엑스는 흑인들이 자신들의 조상들처럼 여전히 노예로서 살고 있다고 말했다.

### 독자적 견해
맬컴 엑스는 네이션 오브 이슬람을 탈퇴하고 여러 나라를 여행한 후 생각이 크게 바뀌었다. 그는 민권 운동가와 함께 연대하기를 희망하였으며, 흑인의 문제를 인종이 아닌 인권의 문제로서 바라보기 시작하였다.

## 평가와 비판
역사가 로빈 D. G. 켈리(Robin D.G. Kelley)는 맬컴 엑스를 다음과 같이 평가하였다.
"맬컴 엑스는 여러 일을 위한 소명을 가지고 있었다: 범 아프리카주의자, 흑인 운동의 아버지, 이슬람 지지자, 사회주의자, 그리고 사회에는 위협이었다. 그의 공인된 삶---정치와 이데올로기---는 일부 논란이 되었는데, 그의 행적이 십수번의 연설과 전기를 통해 이루어졌는데 그 진실성이 의심받기 때문이다.... 맬컴은 타불라 라사(tabula rasa) 즉 빈 서판이다. 그의 정치와 전설에 대해 많은 사람들이 자신의 독자적인 해석을 내리기 때문이다. 그룹 퍼블릭 에너미(Public Enemy)의 래퍼 척 D나 미국 대법원 판사 클레런스 토마스 모두 맬컴 엑스가 자신의 영웅이라고 부른다."
그러나 마틴 루터 킹 2세나 랠프 애버내시 등 다른 흑인 인권운동가와 비교하여 폭력적이고 과격하다는 비판이 있다. 또한 그가 이슬람 신자라는 점에 반감을 가진 흑인기독교 신자들 역시 그를 부정적으로 본다.

## 참고 문헌
- Carson, Clayborne (1991). Malcolm X: The FBI File. New York: Carroll & Graf. ISBN 978-0-88184-758-1.
- Cone, James H. (1991). Martin & Malcolm & America: A Dream or a Nightmare. Maryknoll, N.Y.: Orbis Books. ISBN 978-0-88344-721-5.
- DeCaro, Jr., Louis A. (1996). On the Side of My People: A Religious Life of Malcolm X. New York: New York University Press. ISBN 978-0-8147-1864-3.
- Lincoln, C. Eric (1961). The Black Muslims in America. Boston: Beacon Press. OCLC 422580.
- Lomax, Louis E. (1987) [1968]. To Kill a Black Man: The Shocking Parallel in the Lives of Malcolm X and Martin Luther King Jr. Los Angeles: Holloway House. ISBN 978-0-87067-731-1.
- Malcolm X; with the assistance of Alex Haley (1992) [1965]. The Autobiography of Malcolm X. New York: One World. ISBN 978-0-345-37671-8.
- Marable, Manning (2011). Malcolm X: A Life of Reinvention. New York: Viking. ISBN 978-0-670-02220-5.
- Natambu, Kofi (2002). The Life and Work of Malcolm X. Indianapolis: Alpha Books. ISBN 978-0-02-864218-5.
- Perry, Bruce (1991). Malcolm: The Life of a Man Who Changed Black America. Barrytown, N.Y.: Station Hill. ISBN 978-0-88268-103-0.
- Rickford, Russell J. (2003). Betty Shabazz: A Remarkable Story of Survival and Faith Before and After Malcolm X. Naperville, Ill.: Sourcebooks. ISBN 978-1-4022-0171-4.
- Terrill, Robert, ed. (2010). The Cambridge Companion to Malcolm X. Cambridge: Cambridge University Press. ISBN 978-0-521-73157-7.

## 출연 작품
- 아이 엠 낫 유어 니그로